# Ticiano (presidente da Capadócia)
Ticiano (em latim: Titianus) foi um oficial romano do século IV, ativo durante o reinado conjunto de Constantino (r. 306–337) e Licínio (r. 308–324). Sabe-se de sua existência através de uma lei (vii 16.41) preservada no Código de Justiniano e emitida por ambos os imperadores. Segundo essa lei, Ticiano serviu como presidente da Capadócia; os autores da PIRT sugerem que esteve em atividade em 913/924.